# Sailly-Labourse
Sailly-Labourse is een gemeente in het Franse departement Pas-de-Calais (regio Hauts-de-France). De plaats maakt deel uit van het arrondissement Béthune. Sailly-Labourse telde op 1 januari 2022 2.535 inwoners.

## Geografie
De oppervlakte van Sailly-Labourse bedroeg op 1 januari 2022 6,02 vierkante kilometer; de bevolkingsdichtheid was toen 421,1 inwoners per km².

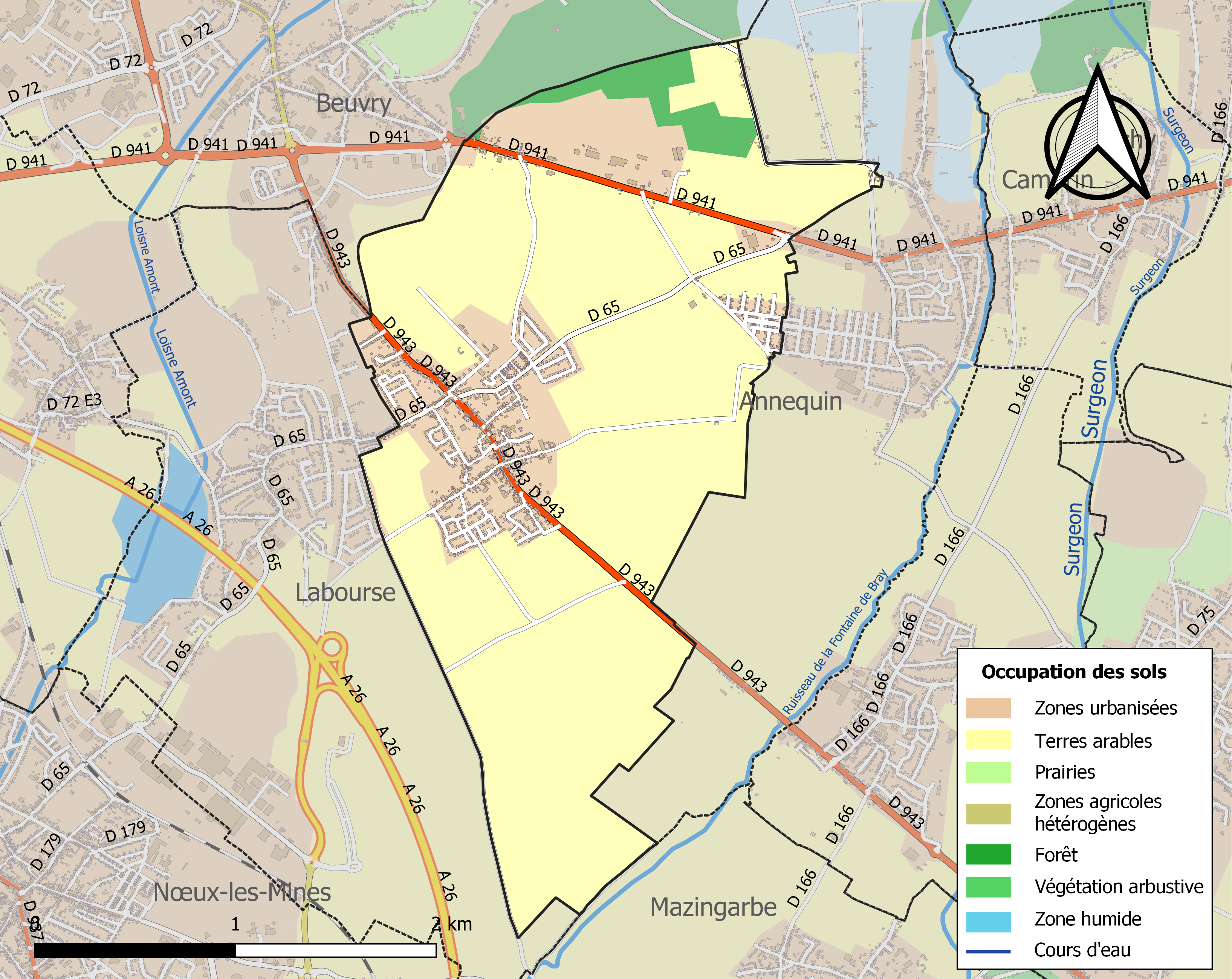
Kaart van de gemeente met belangrijkste infrastructuur, bodemgebruik en omliggende gemeenten

## Demografie
Onderstaande figuur toont het verloop van het inwonertal (bron: INSEE-tellingen).